# Скарлино-Скало
Скарлино-Скало (итал. Scarlino Scalo) — фракция коммуны Скарлино в провинции Гроссето в области Тоскана Итальянской Республики. По данным XIV переписи населения Италии 2001 года, численность населения составляла 1230 человек.

## География

### Географическое положение
Находится в географической области Маремма в итальянском регионе Тоскана. Располагается в 5,6 км к северо-западу от административного центра коммуны Скарлино. Высота над уровнем моря — 12 м.

### Климат
По Классификации климатов Кёппена, климат селения определяется как Csa — Средиземноморский климат. Температура здесь в среднем 16°C. Среднегодовая норма осадков — 812 мм.

## Достопримечательности

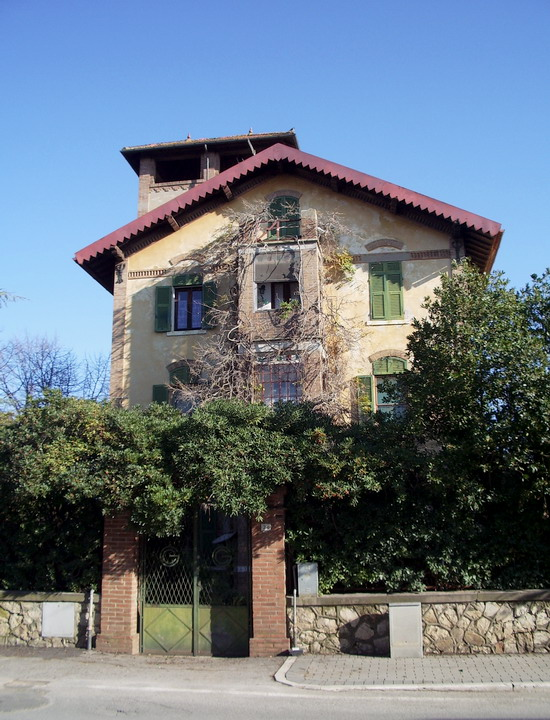
Здание Casello idraulico di Scarlino Scalo, 1905 г.

Здание итал. Casello idraulico di Scarlino Scalo было построено в 1905 году, используется в жилых целях.

## Религия
Церковь Мадонны-делле-Грацие, приходская церковь деревни, была открыта и освящена 13 мая 1984 года, а приход был основан в 1976 году.